# Jarales, New Mexico
Jarales, New Mexico (енгл. Jarales) насељено је место без административног статуса у америчкој савезној држави Њу Мексико.

## Демографија
По попису из 2010. године број становника је 2.475, што је 1.041 (72,6%) становника више него 2000. године.
| Група             | 2000.       | 2010.         |
| Белци             | 477 (33,3%) | 711 (28,7%)   |
| Афроамериканци    | 9 (0,6%)    | 25 (1,0%)     |
| Азијати           | 4 (0,3%)    | 4 (0,2%)      |
| Хиспаноамериканци | 926 (64,6%) | 1.708 (69,0%) |
| Укупно            | 1.434       | 2.475         |